# Osači Hamaguči
Osači Hamaguči (japonsky: 浜口 雄幸; 1. dubna 1870 Kóči – 26. srpna 1931 Tokio) byl japonský politik, premiér Japonska v letech 1929 až 1931 (od 14. listopadu 1930 byl neschopný vykonávat úřad kvůli vážným zraněním utrpěným při pokusu o atentát. Ministr zahraničí Kidžúró Šidehara působil jako zastupující předseda vlády až do Hamagučiho návratu do úřadu 10. března 1931). Zastával též funkce ministra financí (1924–1926) a ministra vnitra (1926–1927). Byl zakladatelem a prvním předsedou (1927–1931) liberální strany Rikken Minseitō (Konstituční demokratické strany).

## Život
Vystudoval práva na Tokijské univerzitě, absolvoval roku 1895. Svou kariéru začal jako úředník na ministerstvu financí. V roce 1907 povýšil na pozici ředitele odboru monopolů. V roce 1912 se stal náměstkem ministra komunikací a v roce 1914 náměstkem ministra financí. V roce 1915 vstoupil do politické strany Rikken Dóšikai, kterou vedl Takaaki Kató, a která se v roce 1916 přeměnila na Kenseikai. V roce 1915 byl prvně zvolen do dolní komory parlamentu a křeslo si zde udržel až do smrti v roce 1931.
V roce 1924 byl jmenován ministrem financí. Usiloval o rozpočtové škrty. Navrhl snížit vládní výdaje o 17 procent a propustit desítky tisíc státních zaměstnanců. Jeho politika však musela být značně omezena kvůli silnému odporu vládních úředníků. V roce 1926 se stal ministrem vnitra, v této funkci podpořil kampaň propagující šetrnost a snížení spotřeby veřejnosti, s cílem pomoci snížit japonský obchodní deficit. V roce 1927 se stal předsedou nové politické strany Rikken Minseitó, která vznikla sloučením Kenseikai a Seijúhontó.
Po pádu vlády Giičiho Tanaky v červnu 1929 byl Hamaguči vybrán jako premiér a vytvořil kabinet složený převážně z členů své strany. Jeho vláda upřednostňovala domácí ekonomické reformy před vojenskými dobrodružstvími. V roce 1931 Hamagučiho kabinet podpořil návrh zákona o volebním právu žen. Ženám starším 25 let by zaručil právo volit v místních volbách i kandidovat, pokud by to jejich manželé schválili. Návrh zákona prošel dolní komorou, ale ve Sněmovně šlechticů byl v březnu 1931 zamítnut. Hamagučiho hlavní starostí byla japonská ekonomika, která byla těžce zasažena zemětřesením v roce 1923. Hamaguči prosazoval škrty, deflaci a racionalizaci průmyslu. Velká hospodářská krize v roce 1929, která začala brzy po jeho nástupu do úřadu, však vytvořila na ekonomiku další tlak. Podařilo se mu omezit výdaje, včetně armádních, ale opatření, která měla pomoci stimulovat export, se ukázala katastrofálně neúspěšná. Neúspěch Hamagučiho hospodářské politiky hrál do karet pravicovým živlům, které už tak rozzuřila smířlivá zahraniční politika jeho vlády. Hamagučiho počáteční popularita rychle upadla a 14. listopadu 1930 na něj byl spáchán atentát, když byl postřelen na tokijském nádraží členem ultranacionalistické tajné společnosti Aikokuša Tomeo Sagójou.
Byl hospitalizován několik měsíců. Pravicová opozice neustále poukazovala na neúnosnost jeho nepřítomnosti na jednáních sněmovny, a tak se vrátil do úřadu, navzdory značným zdravotním potížím. Po měsíci ale přeci jen rezignoval a brzy zemřel na bakteriální infekci v nezhojených ranách. Jeho atentátník byl odsouzen k trestu smrti. Nebyl však popraven ihned a v roce 1934 mu byl trest snížen na doživotí. V roce 1940 byl propuštěn na svobodu a až do konce života v roce 1972 se podílel na ultrapravicových aktivitách.